# Lyngby Boldklub sæson 2017-18
Lyngby Boldklub sæson 2017-18 er Lyngby Boldklubs 24. sæson i den bedste danske fodboldrække, den anden i træk i Superligaen, og den 96. som fodboldklub. Udover Superligaen deltog klubben i DBU Pokalen og UEFA Europa League. Det er den tredje sæson med cheftræner David Nielsen, der imidlertid skiftede til AGF 30. september og blev afløst af den tidligere assistenttræner Thomas Nørgaard. Foruden at have et hold i Superligaen har Lyngby Boldklub yderligere senior hold i Reserveligaen, Serie 2, Serie 4 og Serie 5.

## Klub

### Førsteholdets trænerstab
| Jobbeskrivelse            | Navn            |
| ------------------------- | --------------- |
| Cheftræner                | Thomas Nørgaard |
| Assistenttræner (Fysisk)  | Mikkel Marker   |
| Assistenttræner (Analyse) | Stephen Foyston |
| Assistenttræner (Målmand) | Claus Fallentin |

Sidst opdateret: 6. juni 2017.
Kilde: "Trænerstab". lyngby-boldklub.dk. Arkiveret fra originalen 21. juni 2017. Hentet 21. juni 2017.

### Klubadministration
| Jobbeskrivelse | Navn |
| -------------- | ---- |

Sidst opdateret: 6. juni 2017.
Kilde: "Administration". lyngby-boldklub.dk. Arkiveret fra originalen 1. juni 2017. Hentet 21. juni 2017.

### Sponsor
I efteråret 2017 spillede Lyngby Boldklub med Hellerup Finans på trøjerne, da det også var klubbens ejere. En turbulent vinterferie, der blev andet var tæt på at koste klubben livet, gav også en ny trøjesponsor, entreprenørvirksomheden Jönsson.

## Spillere

### Førstehold
Oversigten er opdateret til og med 29. april 2018
| Nr. | Land       | Position | Spiller                  |
| --- | ---------- | -------- | ------------------------ |
| 1   | Danmark    | MM       | Mikkel Andersen          |
| 3   | Danmark    | FO       | Michael Lumb             |
| 4   | Danmark    | FO       | Mathias Tauber (Anfører) |
| 5   | Danmark    | MI       | Martin Ørnskov           |
| 6   | Danmark    | MI       | Mathias Hebo Rasmussen   |
| 7   | Danmark    | MI       | Jesper Christjansen      |
| 8   | Kosovo     | MI       | Herolind Shala           |
| 9   | Danmark    | MI       | Lasse Fosgaard           |
| 11  | Danmark    | AN       | Jeppe Kjær               |
| 12  | Costa Rica | AN       | Mayron George            |
| 15  | Danmark    | MI       | Emilio Simonsen          |
| 17  | Danmark    | MI       | Adam Sørensen            |
| 18  | Danmark    | FO       | Kevin Tshiembe           |
| 20  | Danmark    | FO       | Jeppe Brandrup           |
| 24  | Danmark    | FO       | Thomas Sørensen          |

| Nr. | Land    | Position | Spiller                 |
| --- | ------- | -------- | ----------------------- |
| 25  | Danmark | FO       | Emil Bodholdt-Larsen    |
| 28  | Danmark | MI       | Simon Vollesen          |
| 27  | Nigeria | AN       | Kim Ojo                 |
| 31  | Danmark | MM       | Alexander Jensen        |
| 32  | Danmark | FO       | Daniel Soidik           |
| 32  | Danmark | FO       | Frederik Winther        |
| 33  | Danmark | MI       | Gustav Ølsted Marcussen |
| 34  | Danmark | MI       | Magnus Westergaard      |
| 34  | Danmark | FO       | Marcus Backmann         |
| 35  | Danmark | AN       | Simon Pedersen          |
| 40  | Danmark | MM       | Oskar Snorre            |
| 48  | Danmark | FO       | Oliver Lund Jensen      |
| 90  | Sverige | MI       | Mohammed Saeid          |
| 98  | Danmark | FO       | Esben Andreasen         |

### Transfers

#### Ind
| No. | Pos | Spiller                | Skiftet fra       | Type          | Dato             | Beløb        | Kilde  |
| --- | --- | ---------------------- | ----------------- | ------------- | ---------------- | ------------ | ------ |
| 6   | MI  | Mathias Hebo Rasmussen | FC Fredericia     | Kontraktudløb | 17. juni 2017    | Fri transfer | [ 3 ]  |
| ?   | FO  | Kevin Tshiembe         | Ungdomsafdelingen | Rykket op     | 20. juni 2017    | -            | [ 4 ]  |
| 1   | MM  | Mikkel Andersen        | FC Midtjylland    | Kontraktudløb | 25. juni 2017    | Fri transfer | [ 5 ]  |
| 8   | MI  | Herolind Shala         | Sparta Prag       | Transfer      | 30. august 2017  |              | [ 6 ]  |
|     | AN  | Mayron George          | Randers FC        | Lejeaftale    | 31. august 2017  | Leje         | [ 7 ]  |
| 2   | FO  | Simon Strand           | Östers IF         | Transfer      | 4. januar 2018   | -            | [ 8 ]  |
| 90  | MI  | Mohammed Saeid         | Colorado Rapids   | Transfer      | 1. januar 2018   | Fri Transfer | [ 9 ]  |
| 15  | MI  | Emilio Simonsen        | Ungdomsafdelingen | Rykket op     | 11. februar 2018 |              | [ 10 ] |
| 17  | MI  | Adam Sørensen          | Ungdomsafdelingen | Rykket op     | 11. februar 2018 |              | [ 10 ] |
| 25  | FO  | Emil Bodholdt-Larsen   | Ungdomsafdelingen | Rykket op     | 24. februar 2018 |              | [ 11 ] |
| 28  | MI  | Simon Vollesen         | Ungdomsafdelingen | Rykket op     | 11. marts 2018   |              | [ 12 ] |
| 31  | MM  | Alexander Jensen       | Ungdomsafdelingen | Rykket op     |                  |              |        |
| 32  | FO  | Daniel Soidik          | Ungdomsafdelingen | Rykket op     |                  |              |        |
| 32  | FO  | Frederik Winther       | Ungdomsafdelingen | Rykket op     |                  |              |        |
| 34  | MI  | Magnus Westergaard     | Ungdomsafdelingen | Rykket op     |                  |              |        |
| 34  | FO  | Marcus Backmann        | Ungdomsafdelingen | Rykket op     |                  |              |        |
| 35  | AN  | Simon Pedersen         | Ungdomsafdelingen | Rykket op     |                  |              |        |
| 98  | FO  | Esben Andreasen        | Ungdomsafdelingen | Rykket op     |                  |              |        |

Sidst opdateret: 11. marts 2018
Kilde: "Lyngby Boldklub". lyngby-boldklub.dk. Hentet 21. juni 2017. 

#### Ud
| No. | Pos | Spiller                     | Skiftet til        | Type          | Dato              | Beløb            | Kilde         |
| --- | --- | --------------------------- | ------------------ | ------------- | ----------------- | ---------------- | ------------- |
|     | MI  | Danilo Arrieta              |                    | Kontraktudløb | 13. juni 2017     | Fri transfer     | [ 13 ]        |
| 1   | MM  | Jesper Hansen               | FC Midtjylland     | Transfer      | 24. juni 2017     |                  | [ 14 ]        |
| 23  | AN  | Jens Odgaard                | Inter              | Transfer      | 05. juli 2017     | 10 millioner DKr | [ 15 ]        |
| 25  | MI  | Emil Larsen                 |                    | Karrierestop  | 23. juli 2017     |                  | [ 16 ]        |
| 6   | AN  | Lasse Rise                  | Keflavik           | Transfer      | 24. juli 2017     |                  | [ 17 ]        |
|     | FO  | Hallgrímur Jónasson         | KA                 | Kontraktudløb | 22. december 2018 | Fri transfer     | [ 18 ] [ 19 ] |
| 2   | FO  | Thomas Guldborg Christensen |                    | Karrierestop  | 1. januar 2018    |                  |               |
|     | MI  | David Boysen                | Beitar Jerusalem   | Kontraktudløb | 1. januar 2018    | Fri transfer     |               |
|     | MI  | Kristoffer Larsen           | Sarpsborg 08       | Transfer      | 30. januar 2018   |                  | [ 20 ]        |
| 2   | FO  | Simon Strand                | Dalkurd FF         | Fritstillet   | 7. februar 2018   | Fri Transfer     | [ 21 ]        |
| 17  | FO  | Casper Højer Nielsen        | AGF                | Fritstillet   | 7. februar 2018   | Fri Transfer     | [ 22 ]        |
| 10  | AN  | Mikkel Rygaard Jensen       |                    | Fritstillet   | 7. februar 2018   |                  | [ 22 ]        |
| 22  | AN  | Bror Blume                  |                    | Fritstillet   | 7. februar 2018   |                  | [ 22 ]        |
| 28  | MI  | Oliver Kjærgaard            |                    | Fritstillet   | 9. februar 2018   |                  | [ 23 ]        |
| 16  | MM  | Andreas Larsen              | Vikingur Reykjavik | Transfer      | 11. maj 2018      |                  | [ 24 ]        |

Sidst opdateret: 31. januar 2018
Kilde: "Lyngby Boldklub". lyngby-boldklub.dk. Hentet 21. juni 2017. 

## Turneringer

### Superligaen

#### Grundspil
| Pos | Hold         | K  | V | U | T  | M+ | M- | MF  | P  | Kvalifikation eller nedrykning |
| --- | ------------ | -- | - | - | -- | -- | -- | --- | -- | ------------------------------ |
| 10  | AGF          | 26 | 7 | 8 | 11 | 23 | 36 | −13 | 29 | Nedrykningsslutspil Gruppe A   |
| 11  | Silkeborg    | 26 | 8 | 4 | 14 | 32 | 49 | −17 | 28 | Nedrykningsslutspil Gruppe A   |
| 12  | Lyngby       | 26 | 4 | 9 | 13 | 31 | 53 | −22 | 21 | Nedrykningsslutspil Gruppe B   |
| 13  | Randers FC   | 26 | 4 | 8 | 14 | 23 | 46 | −23 | 20 | Nedrykningsslutspil Gruppe B   |
| 14  | FC Helsingør | 26 | 6 | 2 | 18 | 22 | 52 | −30 | 20 | Nedrykningsslutspil Gruppe A   |

#### Nedrykningsslutspil Gruppe B
| Pos | Hold            | K  | V  | U  | T  | M+ | M- | MF  | P  |                               |
| --- | --------------- | -- | -- | -- | -- | -- | -- | --- | -- | ----------------------------- |
| 1   | OB (K)          | 32 | 11 | 9  | 12 | 43 | 37 | +6  | 42 | Europæisk playoff kvartfinale |
| 2   | SønderjyskE (K) | 32 | 11 | 8  | 13 | 42 | 40 | +2  | 41 | Europæisk playoff kvartfinale |
| 3   | Randers FC (K)  | 32 | 7  | 9  | 16 | 32 | 52 | −20 | 30 | Nedrykningsplayoff            |
| 4   | Lyngby (K)      | 32 | 4  | 11 | 17 | 35 | 65 | −30 | 23 | Nedrykningsplayoff            |

#### Resultatoverblik
| Samlet | Samlet | Samlet | Samlet | Samlet | Samlet | Samlet | Samlet | Hjemme | Hjemme | Hjemme | Hjemme | Hjemme | Hjemme | Ude | Ude | Ude | Ude | Ude | Ude |
| K      | V      | U      | T      | MF     | MI     | MD     | P      | V      | U      | T      | MF     | MI     | MD     | V   | U   | T   | MF  | MI  | MD  |
| ------ | ------ | ------ | ------ | ------ | ------ | ------ | ------ | ------ | ------ | ------ | ------ | ------ | ------ | --- | --- | --- | --- | --- | --- |
| 38     | 5      | 12     | 21     | 43     | 76     | −33    | 27     | 4      | 7      | 8      | 25     | 34     | −9     | 1   | 5   | 13  | 18  | 42  | −24 |

Sidst opdateret: 23. september 2018
Kilde:lyngby-boldklub.dk

#### Resultater efter hver runder
| Runde    | 1 | 2 | 3 | 4 | 5 | 6 | 7 | 8 | 9 | 10 | 11 | 12 | 13 | 14 | 15 | 16 | 17 | 18 | 19 | 20 | 21 | 22 | 23 | 24 | 25 | 26 | 27 | 28 | 29 | 30 | 31 | 32 | 33 | 34 | 35 | 36 | 37 | 38 |
| -------- | - | - | - | - | - | - | - | - | - | -- | -- | -- | -- | -- | -- | -- | -- | -- | -- | -- | -- | -- | -- | -- | -- | -- | -- | -- | -- | -- | -- | -- | -- | -- | -- | -- | -- | -- |
| Stadion  | H | U | U | H | H | U | U | H | U | U  | H  | U  | H  | H  | U  | H  | U  | H  | U  | H  | U  | H  | U  | H  | U  | H  | U  | H  | U  | H  | U  | H  | H  | U  | H  | U  | U  | U  |
| Resultat | V | N | N | N | U | N | U | V | U | N  | V  | V  | U  | U  | U  | N  | N  | N  | N  | N  | U  | U  | N  | N  | N  | U  | N  | U  | N  | U  | N  | N  | V  | U  | N  | N  | N  | N  |

Sidst opdateret: 20. marts 2018.
Kilde: Superligaen 2017-18

Stadion: U = Udebane; H = Hjemmebane. 
Resultat: U = Uafgjort; N = Nederlag; V - Vundet; Ud = Udsat.

#### Kampe
Lyngby BK's kampe i sæsonen 2017-18.
      Sejr       Uafgjort       Nederlag
| 16. juli 2017 1. Runde | Lyngby BK                                 | 2 - 1   | Silkeborg IF                                   | Kongens Lyngby                                                    |
| 14:00                  | Larsen 36' 53' · Ørnskov 72' · Boysen 78' | Rapport | 23' Vendelboe · 45' Skhirtladze · 68' Gammelby | Stadion: Lyngby Stadion Tilskuere: 1.387 Dommer: Michael Johansen |

| 23. juli 2017 2. Runde | AC Horsens                                        | 4 - 1 | Lyngby BK                                       | Horsens                                                              |
| 12:00                  | Okosun 35' · Kryger 45+1' · Bech 60' · Arndal 78' |       | 55' Boysen · 68' 80' Christjansen · 89' Rygaard | Stadion: CASA Arena Horsens Tilskuere: 1.828 Dommer: Dennis Mogensen |

| 30. juli 2017 3. Runde | Brøndby IF                                                                                   | 5 - 3   | Lyngby BK                                                                              | Brøndby                                                         |
| 18:00                  | Kliment 5' · Vigen Christensen 55', 68', 84' 81' · Hermannsson 59' · Fisker 64' · Halimi 79' | Rapport | 2' Blume · 26', 48' Rygaard · 28' Lund Jensen · 43' Ojo · 71' 74' (str.) Højer Nielsen | Stadion: Brøndby Stadion Tilskuere: 11.834 Dommer: Jakob Kehlet |

| 6. august 2017 4. Runde | Lyngby BK                             | 1 - 4   | FC Nordsjælland                                                                  | Kongens Lyngby                                                              |
| 12:00                   | Jonasson 9' · Lund 52' · Lumb 77' 87' | Rapport | 16', 88' (str.) Asante · 59' Marcondes · 63' Pedersen · 68' Jensen · 85' Nelsson | Stadion: Lyngby Stadion Tilskuere: 2.255 Dommer: Jørgen Daugbjerg Burchardt |

| 12. august 2017 5. Runde | Lyngby BK                                | 1 - 1   | SønderjyskE | Kongens Lyngby                                                     |
| 16:00                    | Ørnskov 31' · Boysen 57' · Marcussen 86' | Rapport | 82' Luijckx | Stadion: Lyngby Stadion Tilskuere: 2.089 Dommer: Jens Grabski Maae |

| 20. august 2017 6. Runde | Hobro IK                                            | 3 - 0   | Lyngby BK                 | Hobro                                                                |
| 16:00                    | Antipas 31' · Pedersen 88' · Kirkevold 90+1', 90+3' | Rapport | 58' Christjansen 89' Kjær | Stadion: DS Arena Tilskuere: 3.937 Dommer: Benjamin Willaume-Jantzen |

| 27. august 2017 7. Runde | FC Midtjylland                          | 1 - 1   | Lyngby BK                                      | Herning                                                  |
| 13:00                    | Korcsmár 31' · Sørloth 35' · Hassan 52' | Rapport | 38' Christjansen · 69' 90+5' Boysen · 78' Lumb | Stadion: MCH Arena Tilskuere: 4.512 Dommer: Morten Krogh |

| 10. september 2017 8. Runde | Lyngby BK                                         | 3 - 1   | FC Helsingør                                     | Kongens Lyngby                                                     |
| 14:00                       | Holm 40' (Selvmål) · Lumb 54' · Boysen 64' (Str.) | Rapport | 52' (Str.) Holst · 64' Johannsen · 80' Mortensen | Stadion: Lyngby Stadion Tilskuere: 3327 Dommer: Peter Munch Larsen |

| 15. september 2017 9. Runde | Randers FC                | 0 - 0   | Lyngby BK                         | Randers                                                               |
| 20:15                       | Enghardt 20' · Agesen 79' | Rapport | 11' Sørensen 14' Ørnskov 79' Kjær | Stadion: BioNutria Park Randers Tilskuere: 3.888 Dommer: Sandi Putros |

| 24. september 2017 10. Runde | AaB                                                | 3 - 1   | Lyngby BK                                | Aalborg                                                                           |
| 14:00                        | Safranko 22' 45' · Ahlmann 30' · Christensen 90+2' | Rapport | 43' Ørnskov · 78' 90+6' George · 90' Ojo | Stadion: Aalborg Portland Park Tilskuere: 5.280 Dommer: Jørgen Daugbjerg Burchard |

| 1. oktober 2017 11. Runde | Lyngby BK                                               | 3 - 1   | F.C. København                           | Kongens Lyngby                                                  |
| 18:00                     | Hebo Rasmussen 20' · George 30', 85' · Christjansen 50' | Rapport | 45' Greguš · 47' Sotiriou · 65' Ankersen | Stadion: Lyngby Stadion Tilskuere: 4.445 Dommer: Anders Poulsen |

| 16. oktober 2017 12. Runde | AGF                          | 0 - 2   | Lyngby BK                                          | Aarhus                                                                     |
| 19:00                      | Mikanovic 46' · Spelmann 85' | Rapport | 53' 88' Lumb · 58' George · 74' Brandrup · 84' Ojo | Stadion: Ceres Park Tilskuere: 9.787 Dommer: Mads-Kristoffer Kristoffersen |

| 22. oktober 2017 13. Runde | Lyngby BK                        | 1 - 1   | OB           | Kongens Lyngby                                                             |
| 14:00                      | George 5' 66' · Christjansen 55' | Rapport | 52' Jacobsen | Stadion: Lyngby Stadion Tilskuere: 2.316 Dommer: Benjamin Willaume-Jantzen |

| 26. oktober 2017 14. Runde | Lyngby BK                          | 2 - 2   | FC Midtjylland                                                                 | Kongens Lyngby                                                |
| 14:00                      | George 7' 29' · Rygaard 23' (str.) | Rapport | 11' Duelund · 22' Hansen · 47' (selvmål) Fosgaard · 71' Korcsmár · 61' Sørloth | Stadion: Lyngby Stadion Tilskuere: 2.311 Dommer: Jakob Kehlet |

| 5. november 2017 15. Runde | FC Nordsjælland                                            | 2 - 2   | Lyngby BK                                         | Farum                                                                  |
| 16:00                      | Marcondes 48' · Lumb 55' (OG) · Mtiliga 59' · Bartolec 70' | Rapport | 8' Brandrup · 70' Rygaard · 89' Boysen · 90' Lumb | Stadion: Right to Dream Park Tilskuere: 3.080 Dommer: Michael Johansen |

| 19. november 2017 16. Runde | Lyngby BK      | 1 - 3 | Randers FC                                                          | Kongens Lyngby                                                  |
| 12:00                       | George 32' 73' |       | 29' Kauko · 34' Agesen · 44' Kadrii · 70' Rodic · 90+4' Lobzhanidze | Stadion: Lyngby Stadion Tilskuere: 1.568 Dommer: Anders Poulsen |

| 26. november 2017 17. Runde | F.C. København                                                                   | 5 - 1   | Lyngby BK                                           | Østerbro                                                     |
| 16:00                       | Vavro 58' · Pavlovic 65', 75' · Sørensen 67' (OG) · Boilesen 90+2' · Matic 90+4' | Rapport | 61' George · 70' Sørensen · 73' Lumb · 77' Brandrup | Stadion: Telia Parken Tilskuere: 16.678 Dommer: Morten Krogh |

| 2. december 2017 18. Runde | Lyngby BK          | 1 - 2   | AaB                                                     | Kongens Lyngby                                                |
| 16:00                      | Lund 11' · Ojo 89' | Rapport | 38' Børsting · 39' Pohl · 41' Thellufsen · 69' Pedersen | Stadion: Lyngby Stadion Tilskuere: 1.610 Dommer: Sandi Putros |

| 9. december 2017 19. Runde | FC Helsingør                                            | 2 - 1   | Lyngby BK                 | Helsingør                                                        |
| 16:00                      | Christensen 21' · Basse 27' 90' · Olsen 65' · Olsen 85' | Rapport | 29' Ørnskov · 66' Rygaard | Stadion: Helsingør Stadion Tilskuere: 1.250 Dommer: Jakob Kehlet |

| 11. februar 2018 20. Runde | Lyngby BK                                                | 1 - 3   | Brøndby IF                                                                    | Kongens Lyngby                                                      |
| 18:00                      | Christjansen 66' · Fosgaard 75' · Arajuuri 87' (Selvmål) | Rapport | · 24' (Selvmål) Tshiembe · 28' Wilczek · 54' Pukki · 63'Larsson · 73' Mukhtar | Stadion: Lyngby Stadion Tilskuere: 3.342 Dommer: Peter Munch Larsen |

| 17. februar 2018 21. Runde | Silkeborg IF | 1 - 1   | Lyngby BK                | Silkeborg                                                             |
| 16:00                      | Salquist 68' | Rapport | 50' Sørensen · 90' Shala | Stadion: JYSK Park Tilskuere: 2.540 Dommer: Peter Kjærsgaard-Andersen |

| 24. februar 2018 22. Runde | Lyngby BK  | 0 - 0   | AGF                    | Kongens Lyngby                                                    |
| 16:00                      | George 13' | Rapport | 61' Guira 77' Spelmann | Stadion: Lyngby Stadion Tilskuere: 2.314 Dommer: Michael Tykgaard |

| 28. februar 2018 23. Runde | OB                                                     | 3 - 1   | Lyngby BK                                                 | Odense                                                                    |
| 18:00                      | Kløve 23' · Jacobsen 33' · Pereira 45' · Festersen 88' | Rapport | 27' Shala · 45' Sørensen · 47' Ørnskov · 64' Christjansen | Stadion: EWII Park Tilskuere: 1.673 Dommer: Mads-Kristoffer Kristoffersen |

| 3. marts 2018 24. Runde | Lyngby BK | 0 - 3   | Hobro IK                                                                         | Kongens Lyngby                                                    |
| 16:00                   | Lund 44'  | Rapport | 14' (Selvmål) Sørensen · 41' Babayan · 54' (str.), 83' Kirkevold · 59' Kirkevold | Stadion: Lyngby Stadion Tilskuere: 1.056 Dommer: Michael Johansen |

| 11. marts 2018 25. Runde | SønderjyskE                                                  | 1 - 0   | Lyngby BK                            | Haderslev                                                   |
| 12:00                    | Niki Zimling 26' · Sørensen 30' (Selvmål) · Marcel Rømer 67' | Rapport | 26' Mayron George 70' Kevin Tshiembe | Stadion: Sydbank Park Tilskuere: 3.555 Dommer: Sandi Putros |

| 18. marts 2018 26. Runde | Lyngby BK                        | 1 - 1   | AC Horsens                                                          | Kongens Lyngby                                                             |
| 17:00                    | Rasmussen 35' · Shala 70' (str.) | Rapport | 68' Okosun · 70' Ludwig · 79' Thorsen · 64' Finnbogason · 86' Drost | Stadion: Lyngby Stadion Tilskuere: 2.100 Dommer: Peter Kjærsgaard-Andersen |

| 1. april 2018 27. Runde | Randers FC                        | 2 - 0   | Lyngby BK                   | Randers                                                                 |
| 16.00                   | Lobzhanidze 15', 31' · Marxen 61' | Rapport | Michael Lumb · 72' Tshiembe | Stadion: BioNutria Park Randers Tilskuere: 2.240 Dommer: Anders Poulsen |

| 7. april 2018 28. Runde | Lyngby BK                                       | 2 - 2   | OB                     | Kongens Lyngby                                                |
| 16.00                   | Kjær 15', 49' 86' · Tshiembe 90' · Simonsen 75' | Rapport | 48' Jacobsen 60' Greve | Stadion: Lyngby Stadion Tilskuere: 1.783 Dommer: Morten Krogh |

| 14. april 2018 29. Runde | SønderjyskE               | 1 - 0   | Lyngby BK                        | Haderslev                                                   |
| 16.00                    | Jakobsen 1' · Hvilsom 71' | Rapport | 22' Kjær 44' Tshiembe 90' George | Stadion: Sydbank Park Tilskuere: 3.744 Dommer: Sandi Putros |

| 19. april 2018 30. Runde | Lyngby BK                                                            | 1 - 1   | SønderjyskE                                                       | Kongens Lyngby                                                              |
| 18.00                    | Hebo Rasmussen , 44' · Egholm 71' (Selvmål) · Lund 73' · Ørnskov 90' | Rapport | 35' 69' Hvilsom · 58' Jonsson · 77' Rømer · 87' Uhre · 89' Scheel | Stadion: Lyngby Stadion Tilskuere: 1.491 Dommer: Jørgen Daugbjerg Burchardt |

| 22. april 2018 31. Runde | OB                                                      | 3 - 0   | Lyngby BK                 | Odense                                                                    |
| 14.00                    | Lund 6' 51' · Helenius 35' · Jacobsen 49' · Nielsen 78' | Rapport | 48' Sørensen 66' Fosgaard | Stadion: EWII Park Tilskuere: 3.753 Dommer: Mads-Kristoffer Kristoffersen |

| 29. april 2018 32. Runde | Lyngby BK                   | 1 - 3   | Randers FC                                | Kongens Lyngby                                                |
| 14.00                    | Kjær 9' · Due 76' (Selvmål) | Rapport | 4' Lobzhanidze · 52' Poulsen · 68' Kadrii | Stadion: Lyngby Stadion Tilskuere: 1.589 Dommer: Sandi Putros |

| 6. maj 2018 33. Runde | Lyngby BK                | 2 - 1   | Silkeborg IF                       | Kongens Lyngby                                                    |
| 20.00                 | Shala 37' 64' · Kjær 68' | Rapport | 7' Skytte · 73' (Str.) Skhirtladze | Stadion: Lyngby Stadion Tilskuere: 2.873 Dommer: Michael Johansen |

| 13. maj 2018 34. Runde | Silkeborg IF                             | 2 - 2   | Lyngby BK                                  | Silkeborg                                                                 |
| 14.00                  | Nilsson 2' · Rodic 48' · Skhirtladze 60' | Rapport | 2' Shala · 63' Sørensen · 78' Christjansen | Stadion: JYSK Park Tilskuere: 3.700 Dommer: Mads-Kristoffer Kristoffersen |

| 17. maj 2018 35. Runde | Lyngby BK                     | 1 - 2   | Randers FC                                                       | Kongens Lyngby                                                    |
| 20.00                  | Ojo 82' · Kjær 89' · Lumb 90' | Rapport | 30' Lobzhanidze · 60' Enghardt · 69' Mølvadgaard · 78' Lauenborg | Stadion: Lyngby Stadion Tilskuere: 2.678 Dommer: Michael Tykgaard |

| 21. maj 2018 36. Runde | Randers FC                                       | 2 - 1   | Lyngby BK      | Randers                                                                    |
| 14.00                  | Poulsen 13' · Kallesøe 26' · Mølvadgaard 51' 52' | Rapport | 37' 65' George | Stadion: BioNutria Park Randers Tilskuere: 8.113 Dommer: Jens Grabski Maae |

| 24. maj 2018 37. Runde | Vendsyssel FF                       | 1 - 0   | Lyngby BK                             | Hjørring                                                                       |
| 18.00                  | Anderson 23' · Riis 54' · Illum 89' | Rapport | 31' Lund 47' Ørnskov 81' Christjansen | Stadion: Nord Energi Arena Tilskuere: 2.833 Dommer: Jørgen Daugbjerg Burchardt |

| 27. maj 2018 38. Runde | Lyngby BK                                                | 1 - 2   | Vendsyssel FF                                                   | Kongens Lyngby                                                  |
| 16.00                  | Ørnskov 5' · Shala 62' · Kjær 80' · Rasmussen 90' · Lumb | Rapport | 23' Diarra · 37' Knudsen · 71' Jensen · 75' Lund · 90' Anderson | Stadion: Lyngby Stadion Tilskuere: 5.121 Dommer: Anders Poulsen |

### DBU Pokalen
Sejr       Uafgjort       Nederlag
| 20. september 2017 3. Runde | Hedensted IF                                     | 1 - 3   | Lyngby BK                                  | Hedensted                                                             |
| 16.30                       | Christensen 28' · Givskov Hyrm 54' · Givskov 85' | Rapport | 15' Rygaard Larsen · 23' Larsen · 33' Kjær | Stadion: Hedensted Stadion Tilskuere: 2.378 Dommer: Jens Grabski Maae |

| 6. december 2017 4. Runde | Silkeborg IF                                   | 3 - 1   | Lyngby BK   | Silkeborg                                                    |
| 18.00                     | Skhirtladze 58' · Salquist 92' · Petersen 103' | Rapport | 88' Ørnskov | Stadion: JYSK Park Tilskuere: 1.728 Dommer: Michael Tykgaard |

### UEFA Europa League
Sejr       Uafgjort       Nederlag

#### Første runde
| 29. juni 2017 Første kamp | Lyngby BK | 1 - 0   | Bangor City F.C. | Kongens Lyngby                                                                 |
| 18:30                     | Blume 13' | Rapport |                  | Stadion: Lyngby Stadion Tilskuere: 2.574 Dommer: Stavros Mantalos (Grækenland) |

| 6. juli 2017 Returkamp | Bangor City F.C. | 0 - 3 (0 - 4 agg.) | Lyngby BK                 | Bangor, Wales                                                                        |
| 19:30                  |                  | Rapport            | 3', 44' Larsen · 37' Kjær | Stadion: Bangor University Stadium Tilskuere: 1.089 Dommer: Donatas Rumšas (Litauen) |

#### Anden runde
| 13. juli 2017 Første kamp | Slovan Bratislava | 0 - 1   | Lyngby BK                                                            | Bratislava, Slovakiet                                                     |
| 20:15                     | de Kamps 56'      | Rapport | 73' Lumb · 75' Kjær · 77' Andersen · 80' Christjansen · 82' Sørensen | Stadion: Štadión Pasienky Tilskuere: 3.817 Dommer: Nenad Djokić (Serbien) |

| 20. juli 2017 Returkamp | Lyngby BK | 2 - 1 (3 - 1 agg.) | Slovan Bratislava                                                                                                  | Kongens Lyngby                                                                    |
| 18:30                   | Martin Ørnskov 9' · Mikkel Rygaard 19' (str.) · Martin Ørnskov 30' · Thomas Sørensen · Lasse Fosgaard 76' · Kim Ojo 84' | Rapport            | Robert Vittek · 51' Boris Sekulic · 83' Lesley de Sa · 84' Joeri de Kamps · 90' Filip Orsula · 90' Frantisek Kubik | Stadion: Lyngby Stadion Tilskuere: 2.286 Dommer: Vilhjalmur Thorarinsson (Island) |

#### Tredje runde
| 27. juli 2017 Første kamp    | FC Krasnodar                                  | 2 - 1   | Lyngby BK               | Krasnodar, Rusland                                                                |
| 19:00 Lokal tid (MSK): 20:00 | Claesson 67' · Yanbaev 73' · Suleymanov 90+3' | Rapport | Brandrup 34' · Kjær 64' | Stadion: Krasnodar Stadion Tilskuere: 20.239 Dommer: Christos Nicolaides (Cypern) |

| 3. august 2017 Returkamp | Lyngby BK                 | 1 - 3 (2 - 5 agg.) | FC Krasnodar                        | Kongens Lyngby                                                                 |
| 19:45                    | Kjær 7' · Rygaard 28' 44' | Rapport            | 9', 22' Pereira · 89' (str.) Mamaev | Stadion: Lyngby Stadion Tilskuere: 2.887 Dommer: Sebastian Colţescu (Rumænien) |

### Træningskampe
Sejr       Uafgjort       Nederlag
| 13. januar | Ajax Amsterdam                                 | 5 - 1   | Lyngby BK  | Albufeira, Portugal                                    |
| 13.45      | Ziyech 8', 62' · Beek 15', 70' · Huntelaar 39' | Rapport | 35' George | Stadion: Estádio Municipal de Albufeira Tilskuere: 200 |

| 20. januar | FC Nordsjælland                                            | 6 - 3   | Lyngby BK                                   | Farum                        |
| 13:00      | Asante 4' · Damsgaard 8', 36', 45' · Amon 22' · Jensen 32' | Rapport | 45' Blume · 49' Rygaard Jensen · 55' Strand | Stadion: Right to Dream Park |

| 26. januar | Lyngby BK | 0 - 0   | HB Køge | Kongens Lyngby                   |
| 13:00      |           | Rapport |         | Stadion: Lyngby Station, Kunsten |

| 2. februar | Lyngby BK | Aflyst | SønderjyskE | Kongens Lyngby |
| 12:00      |           |        |             |                |

## Grundspil
Sejr       Uafgjort       Nederlag
| 7. august 2017 1. Runde | Lyngby BK (R) | 1 - 1   | F.C. København (R) | Kongens Lyngby                              |
| 14:00                   | Pedersen 67'  | Rapport | 31' Sotiriou       | Stadion: Lyngby Stadion Dommer: Yasin Seker |

| 28. august 2017 2. Runde | Brøndby IF (R) | 0 - 1   | Lyngby BK (R) | Brøndby                              |
| 14:00                    |                | Rapport | 69' Haddouch  | Stadion: Bane 2 Dommer: Jonas Hansen |

| 11. september 2017 3. Runde | FC Helsingør (R)             | 2 - 0   | Lyngby BK (R) | Helsingør                                             |
| 14:00                       | 8' Akharraz · 82' Roepstorff | Rapport |               | Stadion: Helsingør Stadion Dommer: Casper Thorsøe Jr. |

| 9. oktober 2017 4. Runde | Lyngby BK (R)                      | 3 - 1   | FC Helsingør (R) | Kongens Lyngby                                             |
| 14:00                    | Kjærgaard 19' · Ojo 27' · Kjær 85' | Rapport | 42' Hegaard      | Stadion: Lyngby Stadion Dommer: Frida Mia Klarlund Nielsen |

| 6. november 2017 5. Runde | F.C. København (R)       | 2 - 3   | Lyngby BK (R)                                 | Frederiksberg                                |
| 14:00                     | Pusic 33' · Andersen 64' | Rapport | 8' Kornvig · 15' Højer Nielsen · 75' Pedersen | Stadion: KB. P.Bangsvej Dommer: Jonas Hansen |

| 27. november 2017 6. Runde | Lyngby BK (R)                                                  | 6 - 2   | Brøndby IF (R)                    | Kongens Lyngby                               |
| 13:00                      | Kjærgaard 26' · Kjær 39' · Ojo 49', 54', 58' · (49) Soidik 75' | Rapport | 41' Lindstrøm · 50' (OG) Vollesen | Stadion: Lyngby Stadion Dommer: Jonas Hansen |

## Slutspil
Sejr       Uafgjort       Nederlag
| 6. marts 2018 1. Runde | FC Midtjylland (R) | 3 - 0   | Lyngby BK (R) | Ikast                                          |
| 14:00                  |                    | Rapport |               | Stadion: Ikast FS baneanlæg Dommer: Aydin Uslu |

| 19. marts 2018 2. Runde | FC Nordsjælland (R)                                                           | 7 - 1   | Lyngby BK (R) | Farum                                               |
| 13:00                   | Hansen 17' · Rasmussen 33', 51', 81' · Tranberg 40' · Olsen 56' · Aaquist 69' | Rapport | 84' Vollesen  | Stadion: Right to Dream Park Dommer: Jesper Nielsen |

| 26. marts 2018 3. Runde | AaB (R)                                                                                                  | 9 - 0   | Lyngby BK (R) | Aalborg                                    |
| 14:00                   | Pavol Safranko 1', 60', 71' · Kasper Risgård 5', 70' · Kasper Kusk 15', 30', 49' · Oliver Abildgaard 80' | Rapport |               | Stadion: AaB's Anlæg Dommer: Mikkel Redder |

| 9. april 2018 4. Runde | Lyngby BK (R)                     | 5 - 1   | FC Midtjylland (R)       | Kongens Lyngby                              |
| 14:00                  | Kjær 0', 0', 0' · Vollesen 0', 0' | Rapport | 0' (str.) Ukendt spiller | Stadion: Lyngby Stadion Dommer: Yasin Seker |

| 23. april 2018 5. Runde | Lyngby BK (R) | 0 - 2   | FC Nordsjælland (R)   | Kongens Lyngby                                   |
| 13:00                   |               | Rapport | Aaquist · Frederiksen | Stadion: Lyngby Stadion Dommer: Christian Hansen |

| 30. april 2018 6. Runde | Lyngby BK (R) | 2 - 2   | AaB (R)         | Kongens Lyngby                                 |
| 15:00                   | Clem · Traore | Rapport | Klitten · Stæhr | Stadion: Lyngby Stadion Dommer: Jesper Nielsen |

## Statistik
Oversigten er opdateret til og med 18. juli 2017

### Topscorer
| Rnk | Pos | Nr. | Spiller           | Superligaen | DBU Pokalen | Europa League | Total |
| --- | --- | --- | ----------------- | ----------- | ----------- | ------------- | ----- |
| 1   |     | 19  | Kristoffer Larsen | 1           | 1           | 2             | 4     |
| 1   | AN  | 15  | Jeppe Kjær        | 0           | 1           | 3             | 4     |
| 2   |     | 22  | Mayron George     | 3           | 0           | 0             | 3     |
| 2   | MI  | 21  | David Boysen      | 3           | 0           | 0             | 3     |

### Assist
| Rnk | Pos | Nr. | Spiller           | Superligaen | DBU Pokalen | Europa League | Total |
| --- | --- | --- | ----------------- | ----------- | ----------- | ------------- | ----- |
| 1   | MI  | 10  | Mikkel Rygaard    | 3           | 0           | 1             | 4     |
| 2   | FO  |     | David Boysen      | 1           | 0           | 2             | 3     |
| 3   | MI  | 21  | Kristoffer Larsen | 1           | 0           | 0             | 1     |
| 3   | MI  |     | Michael Lumb      | 1           | 0           | 0             | 1     |

### Kort
| Rnk | Pos | Nr. | Spiller                     | Superligaen | Superligaen | DBU Pokalen | DBU Pokalen | Europa League | Europa League | Total     | Total     |
| Rnk | Pos | Nr. | Spiller                     | Gult kort   | Rødt kort   | Gult kort   | Rødt kort   | Gult kort     | Rødt kort     | Gult kort | Rødt kort |
| --- | --- | --- | --------------------------- | ----------- | ----------- | ----------- | ----------- | ------------- | ------------- | --------- | --------- |
| 1   | MI  | 30  | Hallgrimur Jonasson         | 0           | 0           | 0           | 0           | 2             | 1             | 2         | 1         |
| 2   | MI  | 5   | Martin Ørnskov              | 1           | 0           | 0           | 0           | 1             | 0             | 2         | 0         |
| 3   | FO  | 2   | Thomas Guldborg Christensen | 0           | 0           | 0           | 0           | 1             | 0             | 1         | 0         |
| 3   | FO  |     | Michael Lumb                | 0           | 0           | 0           | 0           | 1             | 0             | 1         | 0         |
| 3   | MM  | 1   | Mikkel Andersen             | 0           | 0           | 0           | 0           | 1             | 0             | 1         | 0         |
| 3   | MI  |     | Jesper Christjansen         | 0           | 0           | 0           | 0           | 1             | 0             | 1         | 0         |
| 3   |     |     | Thomas Sørensen             | 0           | 0           | 0           | 0           | 1             | 0             | 1         | 0         |
| 3   | MI  | 19  | Kristoffer Larsen           | 1           | 0           | 0           | 0           | 0             | 0             | 1         | 0         |